# Sigmar
Sigmar (auch Siegmar) ist ein männlicher Vorname, der sich aus dem germanischen Segimer (Sigimer) entwickelte. Im Althochdeutschen bedeutete sigu Sieg und mari ‘berühmt’ oder ‘sagenhaft‘ (wie in Mär). Der Namenstag ist am 10. Februar.
Sigmar (Siegmar) ist auch ein seltener Familienname.
Die Sigmar von Schlüsselberg waren ein Adelsgeschlecht mit Stammsitz Schloss Schlüßlberg.

## Namensträger
Form Sigmar
- Sigmar Börner (1932–2010), deutscher Fernsehregisseur und Redakteur
- Sigmar Bortenschlager (* 1940), österreichischer Paläobotaniker
- Sigmar Gabriel (* 1959), deutscher Politiker (SPD)
- Sigmar von Holleneck († 1417), Bischof von Seckau
- Sigmar Kratzin (1940–2023), deutscher Lehrer und Maler des Phantastischen Realismus
- Sigmar Mehring (1856–1915), deutscher Schriftsteller und Übersetzer
- Sigmar Polke (1941–2010), deutscher Maler und Fotograf
- Sigmar Schollak (1930–2012), deutscher Schriftsteller
- Sigmar-Peter Schuldt (1950–2009), deutscher Politiker
- Sigmar Solbach (* 1946), deutscher Schauspieler
- Sigmar Stadlmeier (* 1964), österreichischer Völkerrechtler
- Sigmar Wittig (* 1940), deutscher Maschinenbauingenieur und Hochschullehrer

Form Siegmar
- Siegmar Döpp (* 1941), deutscher Altphilologe
- Siegmar Elster (1823–1891), deutscher Ingenieur und Unternehmer
- Siegmar Faust (* 1944), deutscher Schriftsteller
- Siegmar Klotz (* 1987), italienischer Skirennläufer
- Siegmar Mosdorf (* 1952), deutscher Politiker (SPD)
- Siegmar Schneider (1916–1995), deutscher Schauspieler und Synchronsprecher
- Siegmar von Schnurbein (* 1941), deutscher Provinzialrömischer Archäologe
- Siegmar von Schultze-Galléra (1865–1945), deutscher Schriftsteller und Heimatforscher
- Siegmar Wätzlich (1947–2019), ehemaliger deutscher Fußballspieler